# Lykke-Per (film)
Lykke-Per er en dansk film fra 2018. Filmen, der er baseret på den naturalistiske roman Lykke-Per af Henrik Pontoppidan, er instrueret af Bille August som ligeledes har skrevet manuskriptet i samarbejde med sin søn, manuskriptforfatteren Anders August. Titelrollen spilles af Esben Smed, mens den jødiske rigmandsdatter Jakobe Salomon spilles af Katrine Greis-Rosenthal. Flere af filmens scener er optaget på locations omkring Holstebro, Husby og Hjerl Hede. Den jyske gallapremiere afholdtes den 20. august 2018 i Scala i Holstebro, mens den sjællandske gallapremiere afholdtes den 30. august 2018 i Imperial i København.
Bille August lavede i forbindelse med filmen en TV serie, der var en udvidelse af filmen. Tv serien blev vist på TV2 og var på 4 afsnit.
Filmen er den første biograffilm baseret på et litterært værk af Henrik Pontoppidan siden John W. Brunius' svenske film Thora van Deken fra 1920.

## Medvirkende
- Esben Smed som Peter Andreas Sidenius
- Katrine Greis-Rosenthal som Jakobe
- Benjamin Kitter som Ivan Salomon
- Tammi Øst som Lea Salomon
- Tommy Kenter som Phillip Salomon
- Laura Kjær
- Rasmus Bjerg som Eybert
- Julie Christiansen som Nanny Salomon
- Jens Albinus som Eberhardt Sidenius
- Petrine Agger
- Paul Hüttel
- Per Tofte Nielsen
- Morten Hauch-Fausbøll
- Anders Hove
- Elsebeth Steentoft
- Claus Flygare
- Inge Lise Goltermann
- Bertram Cervantes Godiksen som Hagbard Sidenius
- Gaspard Nicolas Perrier
- Morten Bjørn
- Peter Plaugborg
- Ole Lemmeke
- Johannes Nymark